# 帝后臺
帝后臺（英語：Grand Deco Tower）位於香港島大坑大坑道26號，是大坑的一個私人住宅，於1999年建成，發展商為裕泰興，樓高41層，整個屋苑共有52個住宅單位，鄰近光明臺、麗星樓、香港真光中學、虎豹別墅、渣甸山名門。

## 屋苑簡介
帝后臺兩梯兩伙，最高層為複式單位住宅，大廈共提供52個單位，單位面積由四房兩廳加工人房1415或1418平方呎至複式單位3305平方呎。帝后臺低層為「多層停車場」。另外，帝后臺有室外游泳池及樓高三層之會所設施。

## 歷史
帝后臺前身為「君怡閣」，屬於3－5層平房，與益羣道一帶房屋一致。1990年代裕泰興收購「君怡閣」業權，並重建為41層高的帝后臺。因此，在政府官方記錄中，帝后臺門牌應該是大坑道22－26號。

## 特色
帝后臺樓高41層，在全大坑大廈高度中排第2位，比斜對面45層高的光明臺低一點。由於大坑一帶建築物多為3－5層平房，所以帝后臺佔有無敵景觀。

## 交通

### 主要交通幹道
- 大坑道
- 銅鑼灣道